# Посельский, Михаил Яковлевич
Михаи́л Я́ковлевич Посе́льский (3 января 1918, Москва — 17 мая 2008, Москва) — советский оператор и режиссёр документального кино, фронтовой кинооператор в годы Великой Отечественной войны. Заслуженный деятель искусств Латвийской ССР (1965).

## Биография
Родился 3 января 1918 года в семье кинорежиссёра Якова Михайловича Посельского и врача-гинеколога и венеролога Цецилии Яковлевны Имас. В 1941 году окончил операторский факультет ВГИКа, был принят на Московскую студию кинохроники (впоследствии — ЦСДФ). 
С кинокамерой прошёл всю войну, дошёл до Берлина, запечатлел Акт о безоговорочной капитуляции Германии, Парад Победы на Красной площади 24 июня 1945 года.
C 1949 по 1966 год — оператор, затем и режиссёр на Рижской киностудии. C 1968 года — оператор Творческого объединения «Экран». В период 1984—1987 годов — режиссёр «Совэкспортфильма». Помимо фильмов является автором более 800 сюжетов для кинопериодики: «Новости дня», «Пионерия», «Советская Латвия», «Советский спорт», «Союзкиножурнал», «Спортивное обозрение». Член КПСС с 1961 года, член Союза кинематографистов СССР (Москва).
Несколько лет жил в Нью-Йорке. Опубликовал в русских американских газетах «Еврейский мир», «Форвертс», «Форум» главы из своих воспоминаний. В России книга М. Посельского «Свидетельство очевидца. Воспоминания фронтового оператора» вышла 2005 году. Её фрагменты были опубликованы в том же году в «Киноведческих записках».
М. Я. Посельский скончался 17 мая 2008 года в Москве. Похоронен на Троекуровском кладбище. участок № 14.

## Семья
- Отец — Яков Михайлович Посельский (1894—1951), кинорежиссёр.
- Мать — Цецилия Яковлевна Имас, врач.
- Мачеха — Ирина Владимировна Венжер (1903—1973), кинорежиссёр.
- Первая жена — Евгения Павловна Томгорова (1915—?), актриса театра.
- Вторая жена — Ирина Александровна Посельская.(1925-2021)

- Сын — Яков Михайлович Посельский (1948—2005), режиссёр и оператор (трагически погиб во время съёмок фильма в Москве).

- Сестра — Наталия Яковлевна Венжер (1932—2021), геолог, киновед, одна из создателей Аниматор.ру[3].

## Фильмография
Оператор
- 1941 — XXIV-й Октябрь в г. Куйбышеве (совм. с группой операторов)
- 1941 — День нового мира (совм. с группой операторов)
- 1941 — Отъезд из СССР английской и американской делегаций (совм. с И. Беляковым, А. Хавчиным, М. Суховой)
- 1941 — Прибытие в СССР английской и американской делегаций на совещание трёх держав (совм. с группой операторов)
- 1943 — Орловская битва (совм. с группой операторов)
- 1943 — Сталинград (совм. с группой операторов)
- 1944 — Бобруйский котёл (совм. с В. Соловьёвым, А. Софьиным, В. Томбергом)
- 1944 — Варшава (совм. с группой операторов)
- 1944 — От Вислы до Одера (совм. с группой операторов)
- 1944 — Хелм — Люблин (совм. с Е. Мухиным, В. Томбергом, В. Соловьёвым, В. Штатландом)
- 1945 — XXVIII-ой Октябрь (совм. с группой операторов)
- 1945 — Берлин (совм. с группой операторов)
- 1945 — Кинодокументы о зверствах немецко-фашистских захватчиков (совм. с группой операторов)
- 1945 — Лодзь (совм. с С. Киселёвым, В. Симховичем, А. Софьиным, М. Шнейдеровым)
- 1945 — Освобождение советской Белоруссии (совм. с группой операторов)
- 1945 — Парад Победы (совм. с группой операторов)
- 1945 — Подписание акта о капитуляции Японии (совм. с В. Микошей, М. Ошурковым, А. Погорелым, М. Прудниковым, А. Сологубовым)
- 1945 — Разгром Японии (совм. с группой операторов)

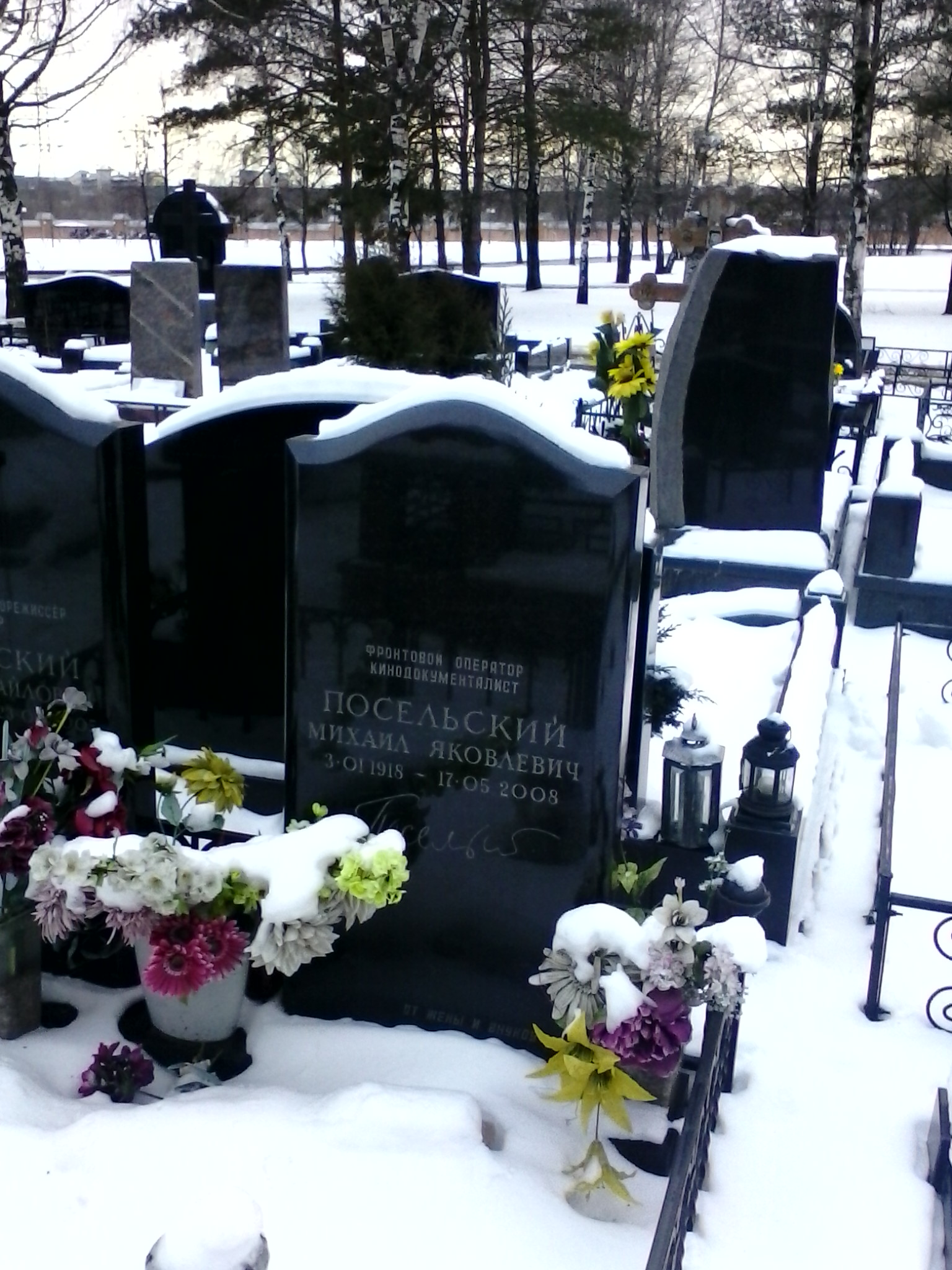
Могила М. Я. Посельского на Троекуровском кладбище

- 1946 — «Красная Звезда» (Югославия) — «ЦДКА» (Москва) (совм. с М. Ошурковым, С. Школьниковым)
- 1946 — Советская Латвия
- 1947 — День победившей страны (совм. с группой операторов)
- 1947 — На всеармейских конноспортивных соревнованиях 1947 года (совм. с группой операторов)
- 1948 — На страже мира
- 1949 — Морская юность
- 1950 — Будь готов
- 1950 — На кубок СССР по футболу (совм. с группой операторов)
- 1950 — Советская Латвия (совм. с В. Массом, Ш. Гегелашвили, Б. Шером, Г. Шулятиным)
- 1951 — В рыбачьем колхозе
- 1952 — Одна из многих
- 1952 — Мастера буерного спорта
- 1953 — Великое прощание (совм. с группой операторов)
- 1953 — Мастера баскетбола
- 1953 — Под парусом
- 1953 — Художественная гимнастика
- 1954 — Будущие механизаторы
- 1954 — Степь оживает
- 1956 — В дни Спартакиады (совм. с группой операторов)
- 1957 — VI Всемирный фестиваль молодёжи и студентов (совм. с Ю. Коровкиным, В. Цитроном, О. Лебедевым, А. Кричевским, В. Киселёвым)
- 1957 — Великая битва (совм. с группой операторов)
- 1959 — Мечты сбываются
- 1961 — Моды меняются
- 1961 — Поёт моя республика
- 1965 — Увертюра
- 1966 — Красный Дагестан
- 1970 — Мгновения истории
- 1971 — Ленинским курсом
- 1972 — В семье единой
- 1974 — Шаги пятилетки
- 1975 — Музыкальная весна
- 1975 — Тюмень рапортует
- 1976 — На 25 съезде КПСС
- 1976 — Поёт София Ротару
- 1976 — Проблема скорости
- 1977 — Белорусский фольклор
- 1977 — Встречи с Чингизом Айтматовым
- 1977 — Лети, Тбилиси
- 1977 — Писатель Грин
- 1978 — Балет Таджикистана
- 1978 — В праздничный день
- 1978 — Военная династия
- 1978 — Красноярску 350 лет
- 1978 — Честь смолоду
- 1979 — Ленинским курсом
- 1980 — В семье единой
- 1981 — Шаги пятилетки

Режиссёр
- 1946 — «Красная Звезда» (Югославия) — «ЦДКА» (Москва)
- 1952 — Мастера буерного спорта
- 1953 — Мастера баскетбола
- 1953 — Под парусом
- 1954 — Будущие механизаторы
- 1957 — Балтийские мелодии
- 1957 — На больших скоростях
- 1958 — Праздник танца
- 1959 — Мечты сбываются
- 1961 — Моды меняются
- 1962 — Знакомьтесь, картинг
- 1963 — История одной медали
- 1964 — Рижское взморье
- 1970 — Мгновения истории
- 1970 — Старт в небе
- 1970 — Фотосимфония
- 1974 — Мы играем
- 1975 — Здравствуй, Лейла
- 1984 — Город велосипедистов
- 1984 — Спорт — наш союзник в труде
- 1984 — Танцы в школе
- 1985 — Бадминтон
- 1986 — Стадион приглашает
- 1986 — Шоссейные гонки
- 1987 — Как слово наше отзовётся

## Награды и звания
- орден Красной Звезды (29 марта 1943; был представлен к ордену Отечественной войны I степени)[8]
- медаль «За оборону Сталинграда» (1943)
- медаль «За оборону Москвы» (1944)
- орден Отечественной войны I степени (18 июня 1945; был представлен к ордену Красного Знамени)[9]
- медаль «За взятие Берлина» (1945)
- медаль «За освобождение Варшавы» (1945)
- медаль «За победу над Японией» (1945)
- медаль «За победу над Германией в Великой Отечественной войне 1941—1945 гг.» (1945)
- Заслуженный деятель искусств Латвийской ССР (1965)[2]
- орден Отечественной войны II степени (6 ноября 1985)[10]
- юбилейная медаль «Тридцать лет Победы в Великой Отечественной войне 1941—1945 гг.» (25 апреля 1975)
- медаль «Ветеран труда» (28 сентября 1981)
- медаль «В память 850-летия Москвы» (1997)[11]

## Память
Документальный фильм «Судьба на киноплёнке Михаила Посельского» (2015; реж. Игорь Григорьев).